# 2008年夏季殘疾人奧林匹克運動會比利時代表團
2008年夏季殘疾人奧林匹克運動會比利時代表團於2008年9月6日至17日參加在中國北京舉行的第13屆殘疾人奧運會。
比利時在本屆殘奧會將派出21名運動員出戰包括田徑、單車、馬術、赛艇、游泳、乒乓球、輪椅網球等合共七個項目。

## 獎牌榜
| 奖牌 | 运动员    | 项目       | 赛事                |
| ---- | --------- | ---------- | ------------------- |
| 銅牌 | 让·布瓦延 | 场地自行车 | 男子个人追逐赛LC2級 |

## 參賽項目
田徑、單車、馬術、赛艇、游泳、乒乓球、輪椅網球